# Тбілісі-Пасажирський
Тбілісі-Пасажирський (груз. თბილისის ცენტრალური სადგური) — станція Грузинської залізниці, розташована в столиці Грузії — Тбілісі, центральний залізничний вокзал Тбілісі. Перший будинок вокзалу був побудований у 1872 році, після чого двічі повністю перебудовувався у 1952 і 1982—1991 роках. В даний час слугує комбінованим вокзально-торговим центром.

## Історія
Станція була відкрита у 1872 році після завершення будівництва ділянки Зестафоні — Тифліс Поті-Тифліської залізниці. На станції було два пасажирські термінали: Центральний і Боржомський.
Перший станційний будинок, побудований у 1872 році, був знесений у 1952 році, а на його місці споруджено будівлю Центрального вокзалу в стилі «сталінського ампіру».

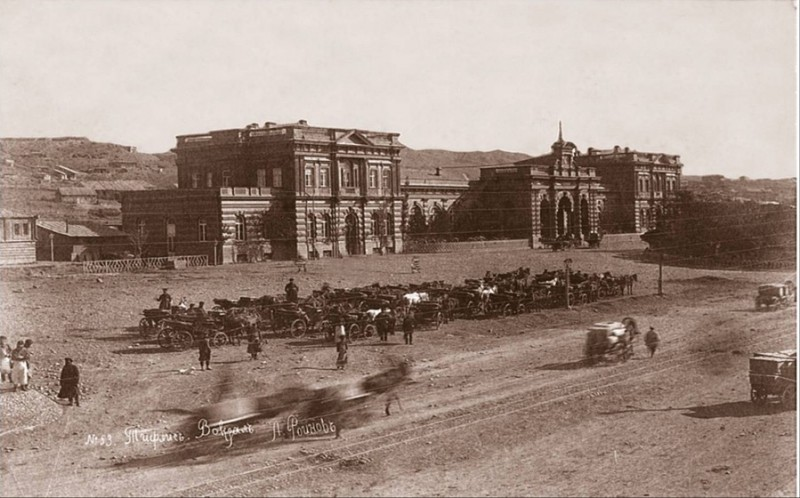
Залізничний вокзал Тифліса. 1870-ті роки.

У 1982 році було вирішено збудувати новий будинок вокзалу, а стара, сталінська, будівля була підготовлена до зносу, однак її фундамент виявився настільки міцним, що вокзал було вирішено підірвати. Після підриву будівлі почалося будівництво нового вокзалу, яке так і не було остаточно завершене: у 1991 році новий будинок вокзалу був практично готовий, але розпад СРСР і наступна за цим економічна криза завадили завершити оздоблювальні роботи. Після грузино-абхазького конфлікту в будівлі вокзалу оселилися грузинські біженці з Абхазії, які мешкали там аж до 2008, коли мерія Тбілісі вирішила завершити оздоблювальні роботи вокзалу і привести до ладу пасажирські платформи, а біженцям було надано альтернативне житло. У 2010 році будівлю вокзалу реконструйовано в комбінований з вокзалом шопінг-мол «Tbilisi-Central». Крім торгівельно-розважальних майданчиків діють реконструйовані невеликі за площею касовий зал і зал очікування.
Планується зведення нового вокзалу, однак поки немає конкретного рішення про те, де він буде розташований.
Є два основних варіанти:

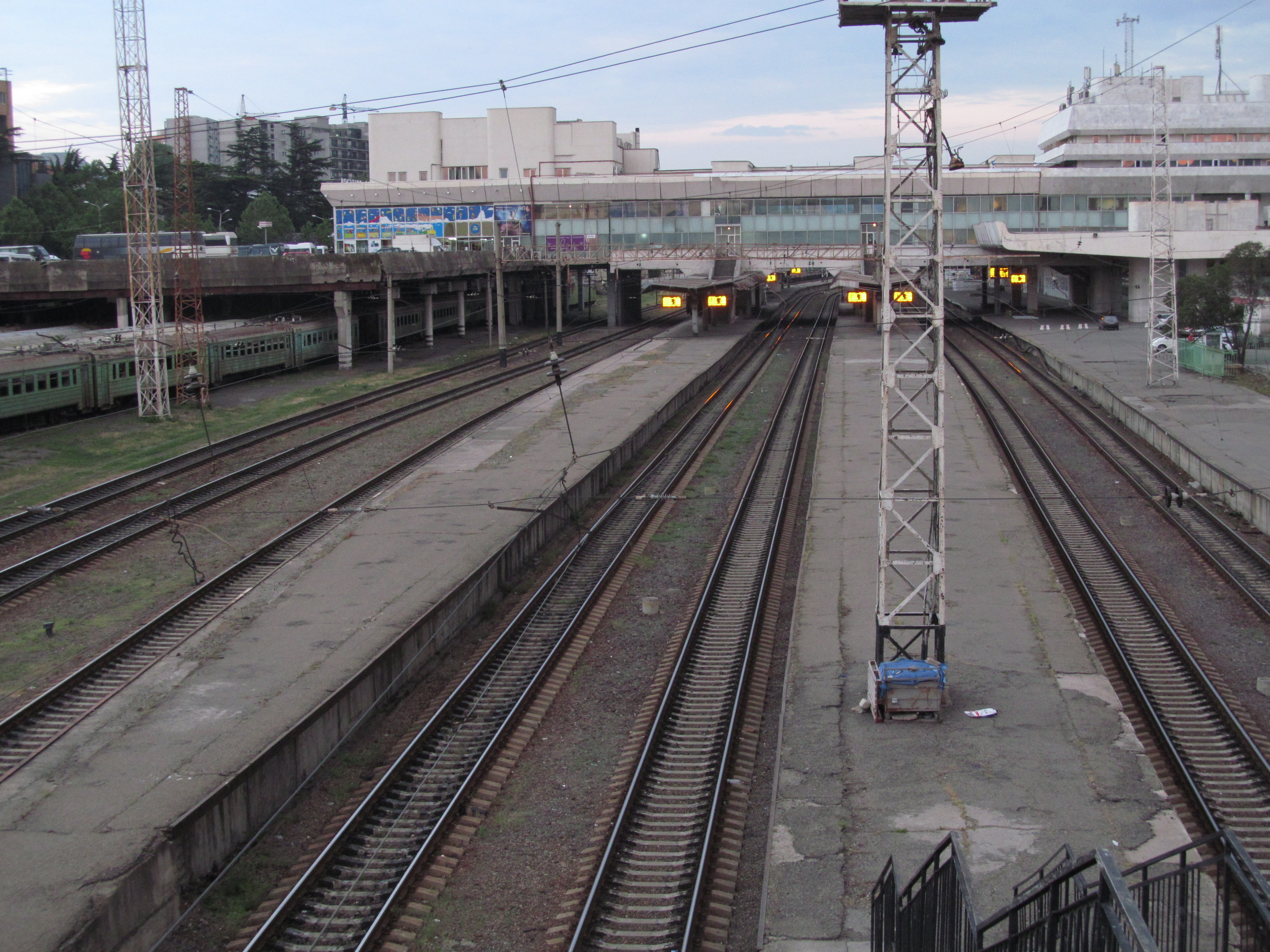
Платформи станції

1. Побудувати новий пасажирський вокзал Тбілісі-Західний на місці ринку в районі Дідубе на окраїні Тбілісі, який буде приймати пасажирські поїзди, що йдуть з Батумі, Озургеті, Кутаїсі, Зугдіді, Поті, Вале, Боржомі і Горі. Для обслуговування пасажирських поїздів, що прибувають зі східних районів Грузії, перебудувати Навтлугський вокзал в районі Самгорі. Після реконструкції він може отримати назву Тбілісі-Східний і стане кінцевою станцією для поїздів, що прямують до Тбілісі з Ґардабані, Телаві і Ахалкалакі, а також з аеропорту Тбілісі. Вантажні поїзди, що проходять транзитом через Тбілісі, будуть оминати місто залізничною гілкою, яка прокладається вздовж узбережжя Тбіліського моря.
2. Ліквідувати всю залізничну інфраструктуру в межах Тбілісі, а разом з обхідною магістраллю, що будується біля берегів Тбіліського моря побудувати вагонне депо, яке об'єднає в собі як пасажирські, так і вантажні рухомі склади. Також планується побудувати новий єдиний пасажирський вокзал, який відповідатиме як за західний, так і східний напрями.

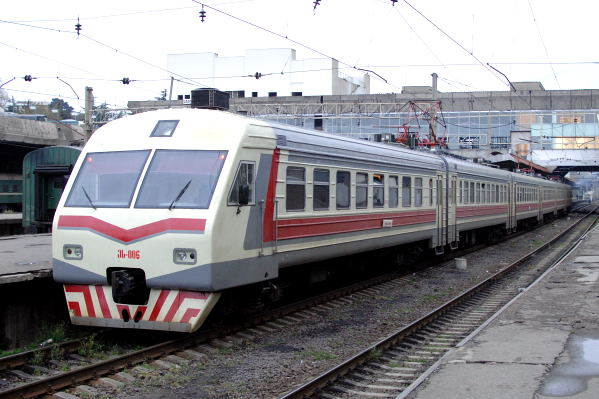
Електропоїзд ES-006 на станції Тбілісі-Пасажирський

Керівництво Грузинської залізниці і Міністерство економіки Грузії у 2010 році прийняли рішення про реалізацію проекту «Обхідна магістраль Тбілісі», який схожий з другим з наведених варіантом.

### Боржомський вокзал
Криті платформи Боржомського вокзалу були побудовані у 1979 році. До 2011 року він використовувався як кінцева станція для електропоїздів, що прибували у Тбілісі із Західної Грузії. 15 лютого 2011 року на Боржомський вокзал прибув останній приміський поїзд. З 16 лютого 2011 року маршрути всіх електропоїздів, які прямували звідси, продовжено до станції Тбілісі-Аеропорт, а сам вокзал був ліквідований.